# 贵州省经济
贵州经济是指中华人民共和国贵州省的经济。

## 经济统计
2019年，贵州省地区生产总值16769.34亿元，比上年增长8.3%。其中，第一产业增加值2280.56亿元，增长5.7%；第二产业增加值6058.45亿元，增长9.8%；第三产业增加值8430.33亿元，增长7.8%。第一产业增加值占地区生产总值的比重为13.6%，所占比重比上年下降0.4个百分点；第二产业增加值占地区生产总值的比重为36.1%，所占比重比上年提高0.2个百分点；第三产业增加值占地区生产总值的比重为50.3%，所占比重比上年提高0.2个百分点。人均地区生产总值46433元。
2020年，贵州省地区生产总值17826.56亿元，比上年增长4.5%。其中，第一产业增加值2539.88亿元，增长6.3%；第二产业增加值6211.62亿元，增长4.3%；第三产业增加值9075.07亿元，增长4.1%。第一产业增加值占地区生产总值的比重为14.2%，比上年提高0.6个百分点；第二产业增加值占地区生产总值的比重为34.8%，比上年下降0.8个百分点；第三产业增加值占地区生产总值的比重为50.9%，比上年提高0.1个百分点。

## 大数据经济
贵州注重发展大数据，云计算，互联网等产业发展，建设大数据存储库，成为中国的大数据存储中心，带动了大数据创新科技、手机制造等产业迅速成长并计划打造数据中心上下游产业集群、智能终端产业集群、数字融合产业集群，推动产业链向中高端延伸。